# Mijo Udovčić
Mijo Udovčić (* 11. September 1920 in Stara Jošava; † 8. April 1984 in Zagreb) war ein jugoslawischer Schachgroßmeister.

## Leben
Udovčić war als Richter in Zagreb tätig. Er erwarb 1950 in Zadar den Nationalen Meistertitel, 1957 wurde er Internationaler Meister und 1962 Großmeister. Udovčić gewann gemeinsam mit Borislav Ivkov die Jugoslawische Meisterschaft 1963 in Zenica.
Mit der jugoslawischen Nationalmannschaft erreichte er bei der Schacholympiade 1964 und bei den Mannschaftseuropameisterschaften 1961 und 1965 den zweiten Platz. Bei den beiden Mannschaftseuropameisterschaften gelang ihm außerdem jeweils das zweitbeste Einzelergebnis an seinem Brett (1961 am sechsten, 1965 am achten Brett).
Bei Einführung der Elo-Zahlen im Juli 1971 wurde Udovčić mit einer Wertung von 2460 gelistet, da er danach jedoch keine Elo-gewertete Partie mehr spielte, wurde er ab 1974 nicht mehr in der Elo-Liste aufgeführt. Seine höchste historische Elo-Zahl betrug 2618. Damit war er im Januar 1953 auf Platz 39 der nachträglich berechneten Weltrangliste.

## Turniererfolge
- Ljubljana 1955: 3. Platz
- Dortmund 1961: 2.–3. Platz
- Jugoslawische Meisterschaft Zagreb 1961: 2.–3. Platz
- Lasker Memorial Ost-Berlin 1962: 2.–3. Platz
- Jugoslawische Meisterschaft Zenica 1963: 1.–2. Platz
- Zagreb 1969: 2.–3. Platz